# Китайский тайфун
Китайский тайфун — стихийное бедствие обрушившееся на Китай 29 августа 1912 года и опустошившее значительную часть побережья Южно-Китайского моря.
По данным Королевской обсерватории Гонконга, шторм начал формироваться 13 августа, а 25 августа перерос в тайфун. Он образовался в Филиппинском море, к востоку от острова Лусон. На следующий день (26 августа) давление над Лучусом значительно снизилось, а также упало над Формозой (Тайвань) и юго-восточным побережьем Китая. Он двигался в северном направлении и к 6 часам находился примерно на 20° с.ш. и 125° в.д. К 06:00 27 августа тайфун повернул на запад. Его зарегистрированное местоположение в 06:00 составляло 26 ° с.ш. и 122 ° в.д. В это время показания давления на Формозе снова резко снизились. Небольшое снижение давления было зарегистрировано над Аннамом, Филиппинами и северным Китаем. Слабое снижение давления зафиксировано над северо-восточным Китаем. Тайфун двигался в направлении с севера на северо-восток. Утром 28 августа он находился в 80 километрах к юго-востоку от Исигаки и двигался в северо-западном направлении. Тайфун достиг Китая 29 августа, где в 6 часов утра по Гонконгскому времени его охарактеризовали как «сильный». Скорость ветра тайфуна достигала 185 км/ч.
Тайфун принёс ураганный ветер и обильные дожди. Сообщалось о сильных наводнениях вдоль рек в провинции Чжэцзян, в результате которых погибло не менее 50 тысяч человек; трагедия затронула более 100 000 семей. Одна из крупнейших китайских газет «Шэньбао» писала, что погибло около 220 000 человек Некоторые европейские газеты сообщали о 40 тысячах погибших. Но даже если остановиться на минимальных оценках, очевидно, что Китайский тайфун стал одной из самых смертоносных природных стихий за всю историю метеорологических наблюдений.
Помимо человеческих жертв Китайский тайфун нанёс колоссальный ущерб портовой инфраструктуре, потопил множество судов (в основном рыбацких лодок), десятки тысяч человек остались без крова и средств к существованию (некоторые вынуждены были искать пищу среди выброшенного на берег мусора), что, в начале XX века, не могло не привести к новым жертвам, но такой учёт нигде официально обнародован не был. Руководство Китая почти полностью самоустранилось и ликвидация последствий катастрофы легла на региональные власти, которым помогали европейские миссии (на счету последних сотни спасённых жизней).